# Desmanini
Los desmaninos (Desmanini) son una tribu de mamíferos soricomorfos de la familia Talpidae conocidos vulgarmente como desmanes.
Esta tribu tiene dos especies insectívoras que viven en Europa, una acuática, y la otra semiacuática. Ambas especies se consideran en estado vulnerable. Tienen extremidades palmípedas y sus manos no están preparadas para cavar.

## Taxonomía
La tribu Desmanini incluye dos especies de dos géneros diferentes.
- Desmana moschata - desmán ruso
- Galemys pyrenaicus - desmán de los Pirineos

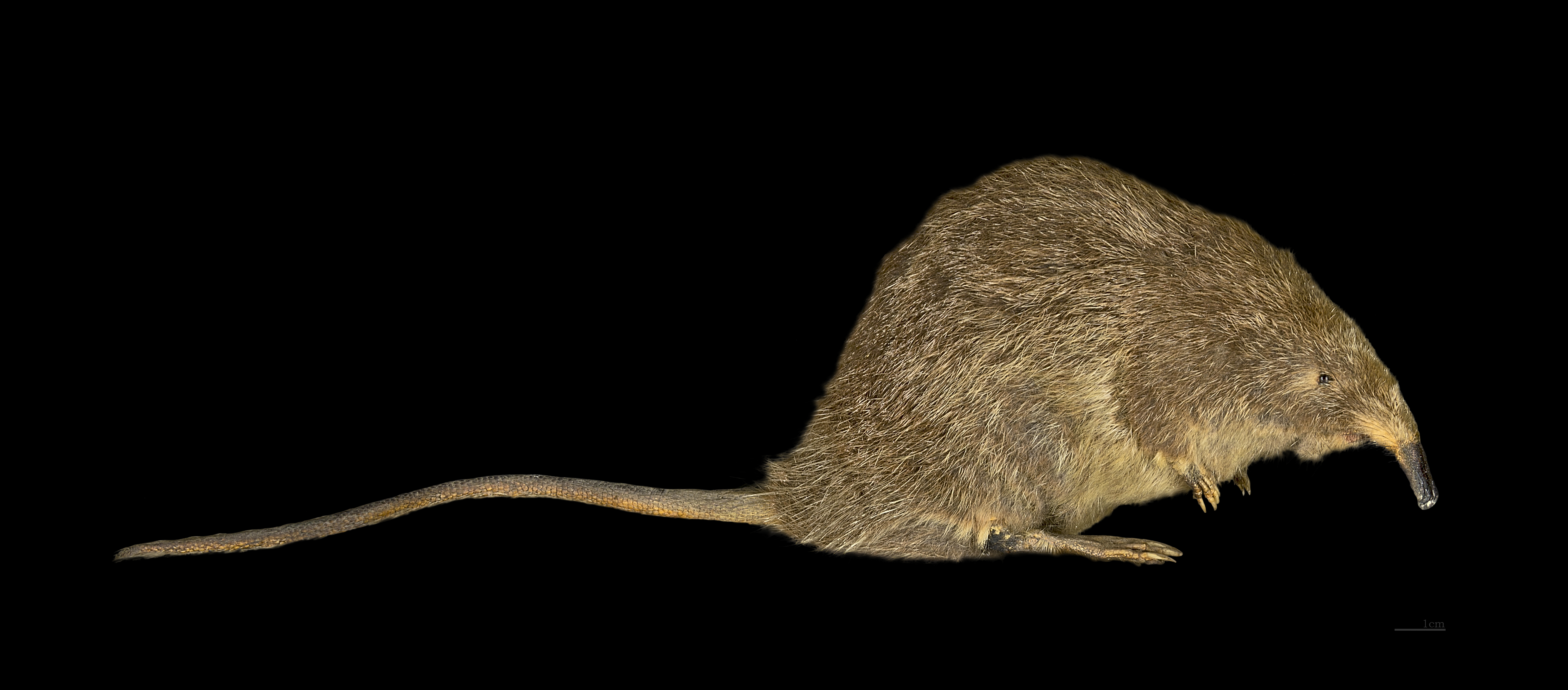
Galemys pyrenaicus